# لوك شاو
لوك بول هور شاو (بالإنجليزية: Luke Paul Hoare Shaw؛ مواليد 12 يوليو 1995) هو لاعب كرة قدم إنجليزي محترف يلعب كظهير أيسر مع نادي مانشستر يونايتد في الدوري الإنجليزي الممتاز والمنتخب الإنجليزي.
كان شاو في الأصل لاعبًا في نظام الشباب لساوثهامبتون، وقد شارك لأول مرة مع الفريق في يناير 2012، ووقع أول عقد احترافي له في مايو من ذلك العام قبل أن يصبح لاعبًا منتظمًا في ساوثهامبتون خلال الموسمين المقبلين. في يونيو 2014، وقع شاو مع مانشستر يونايتد مقابل 30 مليون جنيه إسترليني.
في 5 مارس 2014، شارك لأول مرة مع منتخب إنجلترا في مباراة ودية 1–0 ضد الدنمارك، وفي وقت لاحق من ذلك العام تم اختياره في الفريق المشارك في كأس العالم.

## حياته المبكرة
وُلد شاو في كينغستون أبون تيمز بلندن، وحضر مدرسة ريدنز إنتربرايز في هيرشام في ساري. نشأ كمشجع لتشيلسي، وادعى أنه أراد في الأصل اللعب لأحد أندية لندن. عندما كان شاو يبلغ من العمر ثماني سنوات، كان يلعب في مركز تطوير تشيلسي في غلدفورد، ولكن لم يُمنح مكانًا في الأكاديمية.

## مسيرته الكروية

### ساوثهامبتون

#### مسيرته المبكرة
في عام 2002، انضم شاو إلى أكاديمية ساوثهامبتون في سن السابعة، وأصبح لاعبًا أساسيًا في فريق تحت 18 سنة وهو بعمر 15 عامًا. كان أول ارتباط له بالفريق الأول في سبتمبر 2011، عندما كان بديلاً لم يُشارك في مباراة كأس الرابطة ضد بريستون نورث إيند. خلال فترة الانتقالات في يناير 2012، أفيد أن أندية الدوري الإنجليزي الممتاز أرسنال وتشيلسي ومانشستر سيتي أبدت اهتمامًا بالتعاقد مع شاو البالغ من العمر 16 عامًا، حيث ورد أن نادي دوري البطولة الإنجليزية آنذاك يقدر قيمة المدافع بمبلغ 4 ملايين جنيه إسترليني. استجاب ساوثهامبتون سريعًا لمثل هذه المزاعم، حيث أكد المدير الفني آنذاك نيجيل أدكينز لوسائل الإعلام أن «لوك شاو جزء كبير من خططنا المستقبلية»، وادعى أن النادي «ليس لديه نية... للسماح لأي من [لاعبيهم] الشباب بالمغادرة».
في سن الـ16 عام، شارك شاو لأول مرة مع فريق ساوثهامبتون الأول في 28 يناير 2012 في كأس الاتحاد الإنجليزي، ليحل محل الجناح جايسون بونتشيون في آخر 13 دقيقة من مباراة الدور الثالث ضد ميلوول، والتي انتهت بنتيجة 1–1. بعد صعود النادي إلى الدوري الممتاز في مايو 2012، كان شاو واحدًا من أربعة لاعبين شباب عُرض عليهم عقدًا احترافيًا لعودتهم إلى الدوري الإنجليزي الممتاز، جنبًا إلى جنب مع جاك ستيفنز وكالوم تشامبيرس وجيمس وارد–براوس.

#### موسم 2012–13
شارك المدافع كأساسي لأول مرة مع فريق ساوثهامبتون الأول في أغسطس 2012، حيث لعب 90 دقيقة كاملة من الفوز 4–1 على ستيفيناغ بوروه في كأس الرابطة، وفي 10 نوفمبر 2012، أصبح أصغر لاعب في ساوثهامبتون يشارك كأساسي في مباراة في الدوري الإنجليزي الممتاز عندما تم اختياره للعب في مركز الظهير الأيسر ضد سوانزي سيتي، ولعب 74 دقيقة من التعادل 1–1.
واصل شاو المشاركة بشكل منتظم طوال الموسم، وفي المباراة النهائية للمدير نيجيل أدكينز كمدرب لساوثامبتون في 16 يناير 2013، صنع الهدف الثاني في التعادل 2–2 أمام تشيلسي. في مباراة خارج أرضه ضد نورويتش سيتي في مارس 2013، تورط شاو في اصطدام مع المهاجم غرانت هولت، مما أدى إلى احتساب ركلة جزاء في الدقيقة الأولى من الوقت المحتسب بدل الضائع في نهاية المباراة، تصدى أرتور بوروتس لركلة الجزاء ليضمن انتهاء المباراة بالتعادل السلبي. أنهى شاو موسمه الاحترافي الأول بـ28 مباراة مع ساوثهامبتون، منها 25 مباراة في الدوري الممتاز.

#### موسم 2013–14

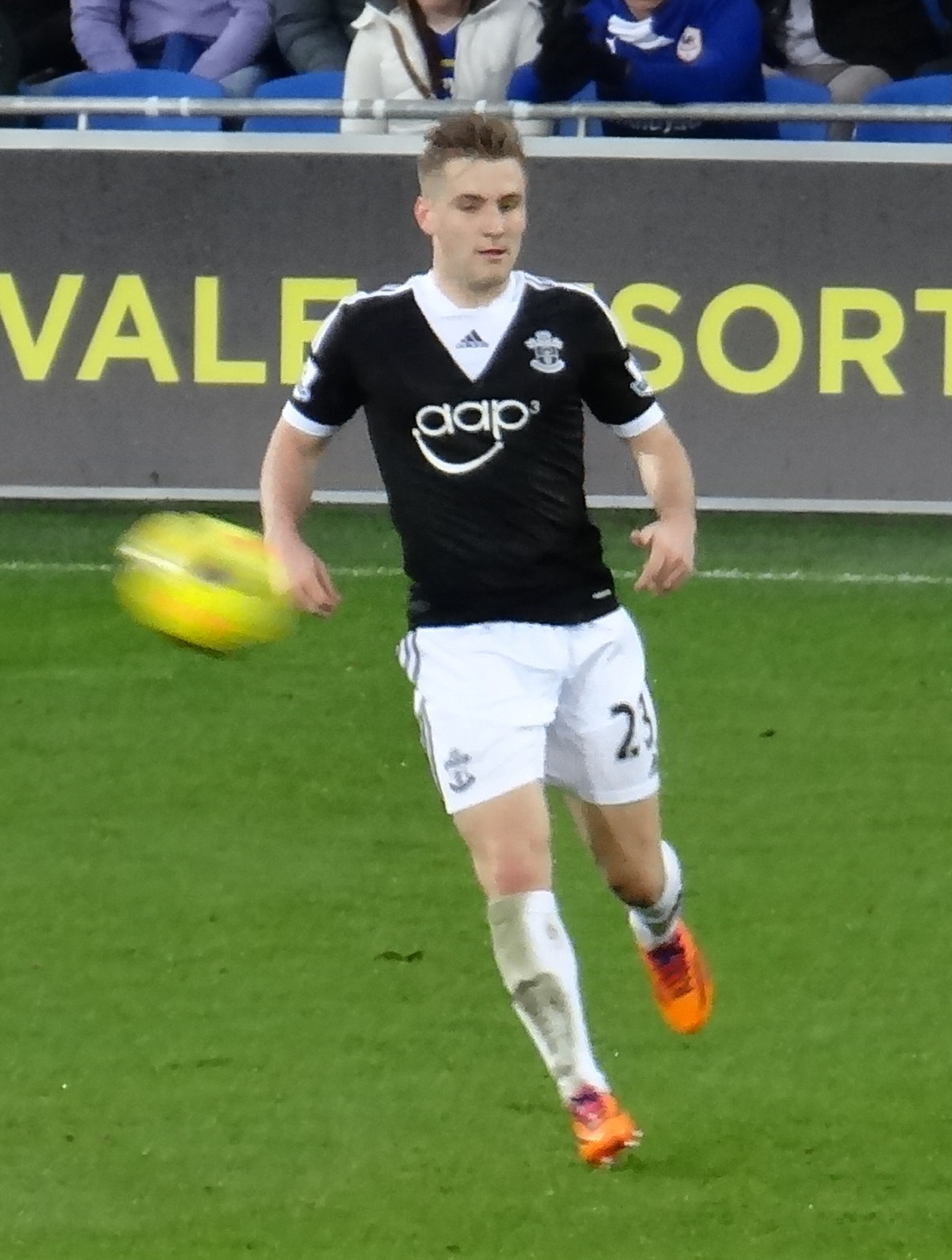
شاو يلعب في ساوثهامبتون في عام 2013

في 12 يوليو 2013، عيد ميلاد شاو الثامن عشر، وقع عقدًا جديدًا لمدة خمس سنوات مع ساوثهامبتون. سجل شاو هدفًا واحدًا خلال استعدادات ساوثهامبتون للموسم الجديد، وسجل الهدف الأخير في الفوز 8–0 على الفريق الإسباني بالاموس في 20 يوليو 2013.
في المباراة الأولى لموسم 2013–14، شارك شاو بشكل مباشر في الهدف الذي شهد فوز ساوثهامبتون على وست بروميتش ألبيون عندما تعرض لخطأ في منطقة الجزاء من قبل يوسف مولومبو في الدقيقة 89، حيث سجل ريكي لامبرت ركلة الجزاء.
في 18 أبريل 2014، تم اختيار شاو كواحد من ستة لاعبين في القائمة المختصرة لجائزة أفضل لاعب شاب في إنجلترا. تم اختياره أيضًا كظهير أيسر في فريق العام لاتحاد لاعبي كرة القدم المحترفين لموسم 2013–14.

### مانشستر يونايتد

#### موسم 2014–15
في 27 يونيو 2014، وقع شاو عقدًا مدته أربع سنوات (مع خيار التمديد لسنة أخرى) مع مانشستر يونايتد مقابل رسوم غير معلنة يُعتقد أنها في حدود 30 مليون جنيه إسترليني، ليصبح أغلى مراهق في كرة القدم العالمية. كان تشيلسي مهتمًا أيضًا بشاو، لكنهم تراجعوا عن صفقة خوفًا من أن تؤدي مطالب المراهق المفرطة في الدفع إلى حدوث احتكاكات في غرفة ملابسهم.
شارك شاو لأول مرة في أول مباراة للنادي في جولة ما قبل الموسم بالولايات المتحدة، حيث لعب أول 45 دقيقة من الفوز 7–0 على لوس أنجلوس غلاكسي. قبل بداية الموسم، تعرض لإصابة في أوتار الركبة استبعدته لمدة شهر. تم اختيار شاو كبديل لمانشستر يونايتد لأول مرة في 14 سبتمبر 2014 في مباراتهم الرابعة بالدوري، ولم يتم استخدامه حيث سجلوا فوزهم الأول في الموسم ضد كوينز بارك رينجرز. بعد أن كان مرة أخرى بديلاً لم يشارك في الهزيمة اللاحقة أمام ليستر سيتي، ظهر شاو لأول مرة مع اليونايتد في 27 سبتمبر 2014، حيث حقق الفوز 2–1 على ملعبه أمام وست هام يونايتد.
في أكتوبر 2014، تم اختيار شاو في القائمة المختصرة المكونة من 40 لاعبًا لجائزة الفتى الذهبي لعام 2014. في 8 فبراير 2015، تم طرد شاو بعد حصوله على البطاقة الصفراء الثانية خلال التعادل 1–1 مع وست هام. في 18 أبريل 2015، عاد شاو إلى التشكيلة الأساسية، ليحل محل المصاب دالي بليند. انتهت مباراته الأولى منذ 9 مارس 2015 بالهزيمة 1–0 أمام تشيلسي متصدر الدوري، لكن شاو قدم أداءً قوياً وأشاد به القائد واين روني.

#### من 2015 إلى 2018
بدأ شاو كل مباراة في الدوري في أوائل موسم 2015–16 حتى 15 سبتمبر 2015، عندما تعرض للإصابة من قبل هيكتور مورينو، خلال المباراة الافتتاحية لمرحلة المجموعات بدوري أبطال أوروبا ضد آيندهوفن، بتدخل بالزحلقة وعانى من كسر مزدوجة في الساق. تلقى شاو الأكسجين والعلاج من قبل تسعة موظفين طبيين خلال توقف دام تسع دقائق في آيندهوفن قبل أن يتم نقله على نقالة إلى المستشفى. ظل شاو خارج الملاعب لمدة ستة أشهر، قبل أن يعود إلى التدريبات في 4 أبريل 2016.
في 7 أغسطس 2016، شارك شاو في أول مباراة منذ تعرضه لكسر في مزدوج في ساقه في سبتمبر 2015، حيث فاز مانشستر يونايتد 2–1 على ليستر سيتي ليرفع لقب درع الاتحاد الإنجليزي 2016.

#### موسم 2018–19
في 10 أغسطس 2018، سجل شاو هدفه الأول في المباراة الافتتاحية للدوري ضد ليستر سيتي حيث فاز مانشستر يونايتد 2–1. كما فاز شاو بجائزة لاعب الشهر في مانشستر يونايتد في أغسطس ومرة أخرى في سبتمبر. وقع عقدًا جديدًا لمدة 5 سنوات مع يونايتد في 18 أكتوبر 2018. في 2 أبريل، تم الإعلان عن شاو كلاعب الشهر في يونايتد لشهر مارس – محققًا ثلاثة جائزة له في المجموع خلال الموسم. في نهاية الموسم، تم التصويت على شاو كأفضل لاعب في مانشستر يونايتد، وحصل على جائزة السير مات بسبي لأفضل لاعب في العام.

#### موسم 2019–20
في 5 مارس 2020، سجل شاو هدفه الوحيد هذا الموسم في الفوز 3–0 بكأس الاتحاد الإنجليزي في ديربي كاونتي.

#### موسم 2020–21
في 2 فبراير 2021، صنع شاو هدفين قبل أن يتم استبداله في الشاوط الأول في فوز مانشستر يونايتد بالدوري الإنجليزي الممتاز 9–0 على ضيفه ساوثهامبتون. في 7 مارس، سجل شاو هدفه الأول في الدوري منذ أغسطس 2018 في مباراة الديربي ضد مانشستر سيتي.

## مسيرته الدولية
جاءت تجربة شاو الأولى في كرة القدم الدولية في عام 2011، عندما شارك في ست مباريات مع منتخب إنجلترا تحت 16 سنة. شارك لأول مرة ضد سلوفينيا في فبراير، قبل أن يشارك في بطولة مونتايجو في أبريل ويسجل هدفه الدولي الأول ضد الأوروغواي في البطولة. شارك لاحقًا لأول مرة مع منتخب إنجلترا تحت 17 سنة في أغسطس ضد إيطاليا، ولعب في ثماني مباريات في فترة سبعة أشهر مع المنتخب الوطني.
في يناير 2013، كان من المقرر أن يتم استدعاء شاو لأول مرة إلى منتخب إنجلترا تحت 21 سنة للمشاركة الودية الشهر التالي ضد السويد، حيث وصف المدرب ستيوارت بيرس آنذاك مدافع ساوثهامبتون بأنه «موهبة رائعة». ومع ذلك، بسبب الإصابة التي تعرض لها أثناء التدريب، اضطر لاحقًا إلى الانسحاب من المباراة. تم استدعاء المدافع غير المختار في وقت لاحق للمباريات ضد رومانيا في 21 مارس، والنمسا في 25 مارس، وإسكتلندا في 13 أغسطس، بالإضافة إلى بطولة أوروبا تحت 21 سنة، والتي كان عليه الانسحاب منها للسبب نفسه. في نهاية المطاف، شارك لأول مرة مع إنجلترا تحت 21 سنة في 5 سبتمبر عندما واجه منتخب مولدوفا في تصفيات كأس الأمم الأوروبية 2015 تحت 21 سنة، ولعب أيضًا 90 دقيقة كاملة من مباراة التصفيات الثانية لإنجلترا ضد فنلندا في 9 سبتمبر.
في 27 فبراير 2014، تم استدعاء شاو إلى منتخب إنجلترا الأول لأول مرة، من أجل مباراة ودية ضد الدنمارك. شارك لأول مرة في المباراة، ليحل محل أشلي كول في الشوط الأول. فازت إنجلترا بالمباراة 1–0.

### كأس العالم 2014
في 12 مايو 2014، تم اختيار شاو في تشكيلة روي هودسون المكونة من 23 لاعبًا للمشاركة في كأس العالم 2014. تم إدراجه على حساب أشلي كول ذو الخبرة، الذي اعتزل من اللعب الدولي نتيجة لذلك. كان الخيار الثاني للظهير الأيسر لإنجلترا خلف ليتون باينز، وشارك لأول مرة في البطولة في آخر مباراة بالمجموعات والتي انتهت بالتعادل 0–0 مع كوستاريكا في بيلو هوريزونتي. كما حصل على وسام كونه أصغر لاعب يظهر في بطولة 2014.

## أسلوب لعبه
كظهير أيسر يميل إلى لعب كرة قدم هجومية، تمت مقارنة شاو بخريج أكاديمية شباب ساوثهامبتون السابق غاريث بيل، مع التركيز بشكل خاص على سرعته وصنع القرار ومهاراته الدفاعية. وصف تريفور بروكنغ، لاعب منتخب إنجلترا السابق ومدير تطوير كرة القدم بالاتحاد الإنجليزي، شاو بأنه «موهوب للغاية من الناحية الفنية».

## الإحصائيات

### النادي
آخر تحديث 26 مايو 2021.
| النادي          | الموسم   | الدوري                   | الدوري | الدوري  | كأس الاتحاد الإنجليزي | كأس الاتحاد الإنجليزي | كأس الرابطة | كأس الرابطة | أوروبا | أوروبا  | أخرى   | أخرى    | المجموع | المجموع |
| النادي          | الموسم   | الدرجة                   | الظهور | الأهداف | الظهور                | الأهداف               | الظهور      | الأهداف     | الظهور | الأهداف | الظهور | الأهداف | الظهور  | الأهداف |
| --------------- | -------- | ------------------------ | ------ | ------- | --------------------- | --------------------- | ----------- | ----------- | ------ | ------- | ------ | ------- | ------- | ------- |
| ساوثهامبتون     | 2011–12  | دوري البطولة الإنجليزية  | 0      | 0       | 1                     | 0                     | 0           | 0           | —      | —       | —      | —       | 1       | 0       |
| ساوثهامبتون     | 2012–13  | الدوري الإنجليزي الممتاز | 25     | 0       | 1                     | 0                     | 2           | 0           | —      | —       | —      | —       | 28      | 0       |
| ساوثهامبتون     | 2013–14  | الدوري الإنجليزي الممتاز | 35     | 0       | 3                     | 0                     | 0           | 0           | —      | —       | —      | —       | 38      | 0       |
| ساوثهامبتون     | المجموع  | المجموع                  | 60     | 0       | 5                     | 0                     | 2           | 0           | —      | —       | —      | —       | 67      | 0       |
| مانشستر يونايتد | 2014–15  | الدوري الإنجليزي الممتاز | 16     | 0       | 4                     | 0                     | 0           | 0           | —      | —       | —      | —       | 20      | 0       |
| مانشستر يونايتد | 2015–16  | الدوري الإنجليزي الممتاز | 5      | 0       | 0                     | 0                     | 0           | 0           | 3      | 0       | —      | —       | 8       | 0       |
| مانشستر يونايتد | 2016–17  | الدوري الإنجليزي الممتاز | 11     | 0       | 1                     | 0                     | 2           | 0           | 4      | 0       | 1      | 0       | 19      | 0       |
| مانشستر يونايتد | 2017–18  | الدوري الإنجليزي الممتاز | 11     | 0       | 4                     | 0                     | 3           | 0           | 1      | 0       | 0      | 0       | 19      | 0       |
| مانشستر يونايتد | 2018–19  | الدوري الإنجليزي الممتاز | 29     | 1       | 3                     | 0                     | 0           | 0           | 8      | 0       | —      | —       | 40      | 1       |
| مانشستر يونايتد | 2019–20  | الدوري الإنجليزي الممتاز | 24     | 0       | 3                     | 1                     | 2           | 0           | 4      | 0       | —      | —       | 33      | 1       |
| مانشستر يونايتد | 2020–21  | الدوري الإنجليزي الممتاز | 32     | 1       | 3                     | 0                     | 2           | 0           | 10     | 0       | —      | —       | 47      | 1       |
| مانشستر يونايتد | المجموع  | المجموع                  | 128    | 2       | 18                    | 1                     | 9           | 0           | 30     | 0       | 1      | 0       | 186     | 3       |
| الإجمالي        | الإجمالي | الإجمالي                 | 188    | 2       | 23                    | 1                     | 11          | 0           | 30     | 0       | 1      | 0       | 253     | 3       |

1. 1 2 3  المباريات في دوري أبطال أوروبا
2. 1 2  المباريات في الدوري الأوروبي
3. ↑  المباريات في درع الاتحاد الإنجليزي
4. ↑  أربع مباريات في دوري أبطال أوروبا، ست مباريات في الدوري الأوروبي

### المنتخب
آخر تحديث 3 يوليو 2021.
| المنتخب الوطني | العام   | الظهور | الأهداف |
| -------------- | ------- | ------ | ------- |
| إنجلترا        | 2014    | 4      | 0       |
| إنجلترا        | 2015    | 2      | 0       |
| إنجلترا        | 2017    | 1      | 0       |
| إنجلترا        | 2018    | 1      | 0       |
| إنجلترا        | 2021    | 6      | 0       |
| المجموع        | المجموع | 14     | 0       |

## الإنجازات
مانشستر يونايتد
- درع الاتحاد الإنجليزي: 2016[37]
- الدوري الأوروبي: 2016–17؛[79] الوصيف: 2020–21[80]

الفردية
- فريق العام من اتحاد لاعبي كرة القدم المحترفين: 2013–14،[21] 2020–21[81]
- جائزة السير مات بسبي لأفضل لاعب في العام: 2018–19[42]
- لاعب اللاعبين في مانشستر يونايتد: 2018–19،[43] 2020–21[82]

## وصلات خارجية
- لوك شاو على موقع الاتحاد الدولي (مؤرشف)  (الإنجليزية)
- لوك شاو على موقع الاتحاد الأوربي (الإنجليزية)
- لوك شاو على موقع قاعدة بيانات كرة القدم.إي يو (الإنجليزية)
- لوك شاو على موقع ليكيب (الفرنسية)
- لوك شاو على موقع ناشيونال فوتبول تيمز (الإنجليزية)
- لوك شاو على موقع Soccerbase.com (لاعب) (الإنجليزية)
- لوك شاو على موقع Soccerway.com (الإنجليزية)
- لوك شاو على موقع عالم كرة القدم.نت (الإنجليزية)
- لوك شاو على موقع AS.com (الإسبانية)